# 富山県立富山聴覚総合支援学校
富山県立富山聴覚総合支援学校（とやまけんりつ とやまちょうかくそうごうしえんがっこう）は、富山県富山市にある県立の特別支援学校。聴覚に障害のある幼児・児童・生徒及び知的障害のある生徒が学ぶ。

## 沿革
- 1931年4月1日 - 私立富山盲唖学校に聾唖部が設置される[1][2][3]。
- 1932年4月1日 - 富山県に移管され、富山県立盲唖学校に校名を変更[1][2][3]。
- 1948年4月1日 - 富山県立盲学校が分離し、富山県立聾学校に校名を変更[1][2][3]。
- 1948年11月 - 現在地に移転[1]。
- 1954年4月1日 - 高岡市に高岡分校を設置[1][3]。
- 1965年4月1日 - 富山県立富山ろう学校に校名を変更[1][3]。高岡分校が富山県立高岡ろう学校として独立[1][3]。
- 2010年4月1日 - 富山県立富山聴覚総合支援学校に校名を変更[4][5]。福祉・サービス科を設置[4]。

## 設置学部
福祉・サービス科は知的障害を持つ生徒が対象。それ以外の学部・学科は聴覚障害者が対象。
- 幼稚部
- 小学部
- 中学部
- 高等部本科
  - 機械科
  - 産業工芸科
  - 生活情報科
  - 福祉・サービス科
- 高等部専攻科
  - 機械科
  - 産業工芸科
  - 生活情報科
- その他
  - 教育相談
  - 乳幼児教室

## 交通
- 富山地方鉄道富山港線下奥井駅より徒歩5分